# Strangalia hondurae
Strangalia hondurae là một loài bọ cánh cứng trong họ Cerambycidae.